# IPadOS 16
iPadOS 16 es la cuarta y próxima gran versión del sistema operativo iPadOS desarrollado por Apple para su línea de tabletas iPad. El sucesor de iPadOS 15, fue anunciado en la Conferencia Mundial de Desarrolladores (WWDC) de la compañía el 6 de junio de 2022, junto con iOS 16, macOS Ventura, watchOS 9 y tvOS 16. Es totalmente diferente de su predecesor, iPadOS 15, y tiene muchas características nuevas.
Se espera que la versión pública de iPadOS 16 sea lanzada el 24 de octubre de 2022, mientras que la beta pública se espera que esté disponible en julio.

## Historia

### = Actualizaciones
La primera beta para desarrolladores de iPadOS 16 se publicó el 6 de junio de 2022.

## Características
Todavía no se han anunciado públicamente las características.

## Dispositivos compatibles
iPadOS 16 es compatible con los iPads lanzados a finales de 2015 o más tarde y con chips A9 o A9X o más nuevos, abandonando el soporte para los iPads lanzados a finales de 2014 y finales de 2015 y con chips A8 o A8X, especialmente el iPad Air 2 y el iPad Mini 4. Esto también marca la segunda vez que Apple abandona el soporte para los iPads de 64 bits más antiguos. La lista incluye:
- iPad Air (3ª generación)
- iPad Air (4ª generación)
- iPad Air (5ª generación)
- iPad (5ª generación)
- iPad (6ª generación)
- iPad (7ª generación)
- iPad (8ª generación)
- iPad (9ª generación)
- iPad Mini (5ª generación)
- iPad Mini (6ª generación)
- IPad Pro (1ª generación)
- iPad Pro (2ª generación)
- iPad Pro (3ª generación)
- iPad Pro (4ª generación)
- iPad Pro (5ª generación)